# Vittorio Rieti
Vittorio Rieti (ur. 28 stycznia 1898 w Aleksandrii, zm. 19 lutego 1994 w Nowym Jorku) – amerykański kompozytor i pedagog muzyczny pochodzenia włoskiego.

## Życiorys
Studiował w Mediolanie u Giuseppe Frugatty oraz w Rzymie u Alfredo Caselli i Ottorino Respighiego. Uzyskał doktorat z ekonomii na Uniwersytecie Mediolańskim, w czasie I wojny światowej zmobilizowany został do wojska. W 1921 roku przebywał w Wiedniu, gdzie podpisał kontrakt z Universal Edition, a także poznał Albana Berga i Arnolda Schönberga. W latach 1925–1940 wielokrotnie gościł w Paryżu, gdzie spotykał się z członkami grupy Les Six, Siergiejem Prokofjewem, Paulem Hindemithem i Igorem Strawinskim. Wspólnie z Mario Labroką i Renzo Massarinim założył grupę kompozytorską I Tre. W 1931 roku założył w Paryżu stowarzyszenie La Sérénade, promujące współczesną muzykę kameralną.
W 1940 roku wyemigrował do Stanów Zjednoczonych, w 1944 roku uzyskał obywatelstwo amerykańskie. W 1954 roku otrzymał New York Music Critics’ Circle Award za III Kwartet smyczkowy. Prowadził intensywną działalność pedagogiczną, wykładał w Peabody Conservatory of Music w Baltimore (1948–1949), Chicago Musical College (1950–1953), Queens College w Nowym Jorku (1958–1960) i New York College of Music (1960–1964).

## Twórczość
Na początku swojej kariery kompozytorskiej interesował się atonalnością, szybko jednak zwrócił się w stronę neoklasycyzmu. Przed II wojną światową tworzył głównie muzykę sceniczna, pisał utwory do baletów zespołu Siergieja Diagilewa i do sztuk teatralnych Louisa Jouveta. Po przeprowadzce do Stanów Zjednoczonych zajął się głównie muzyką orkiestrową i kameralną, pisał też opery. Sięgał po tradycyjne formy takie jak symfonia, koncert, wariacje, sonata, kwartet smyczkowy, preludium, suita.

## Wybrane kompozycje
(na podstawie materiałów źródłowych)

### Utwory orkiestrowe
- Koncert na instrumenty dęte drewniane i orkiestrę (1923)
- Noah’s Ark (1925)
- 2 Pastorali na orkiestrę kameralną (1925)
- 3 koncerty fortepianowe (I 1926, II 1937, III 1955)
- Madrigale na orkiestrę kameralną (1927)
- 2 koncerty skrzypcowe (I 1928, II 1969)
- 8 symfonii (I 1929, II 1930, III 1944, IV 1942, V 1945, VI 1973, VII 1977, VIII 1987)
- Serenata na skrzypce i orkiestrę kameralną (1931)
- 2 koncerty wiolonczelowe (I 1934, II 1953)
- Concerto du Loup (1938)
- Partita na klawesyn i orkiestrę kameralną (1946)
- Koncert na 2 fortepiany i orkiestrę (1951)
- Koncert na klawesyn i orkiestrę (1955, zrewid. 1972)
- Introduction e gioco delle ore (1953)
- Dance Variations na orkiestrę smyczkową (1956)
- La Fontaine (1968)
- Concerto Triplo na skrzypce, altówkę, fortepian i orkiestrę (1971)
- Koncert na kwartet smyczkowy i orkiestrę (1976)
- Concertino pro San Luca na 10 instrumentów (1984)
- Concertino Novello na 10 instrumentów (1986)
- Congedo na 12 instrumentów (1987)
- Enharmonic Variations na fortepian i orkiestrę kameralna (1988)

### Utwory kameralne
- Sonata na flet, obój, fagot i fortepian (1924)
- 5 kwartetów smyczkowych (I 1926, II 1941, III 1951, IV 1960, V 1980)
- Partita na flet, obój, kwartet smyczkowy i klawesyn (1945)
- Kwintet na instrumenty dęte drewniane (1957)
- Sicilienne e Tarantella na wiolonczelę i fortepian (1971)
- Oktet na fortepian i 7 instrumentów (1971)
- Trio fortepianowe (1972)
- Kwartet fortepianowy (1973)
- Sestetto pro Gemini na flet, obój, skrzypce, altówkę, wiolonczelę i fortepian (1975)
- Incisiono na kwintet dęty blaszany (1977)
- Variations on Two Cantigas de Santa Maria na flet, obój, fagot, wiolonczelę i klawesyn (1978)
- Spiccata na flet, smyczki i fortepian (1981)
- Allegretto alla croma na flet, obój, klarnet, fagot, smyczki i fortepian (1981)
- Elegia na flet, wiolonczelę i fortepian (1983)
- Romanza lidica na klarnet i fortepian (1984)
- Kwintet fortepianowy (1989)

### Utwory wokalno-instrumentalne
- Missa brevis na chór i organy (1973)

### Opery
- Orfeo tragedia (1928, niedokończona)
- Teresa nel bosco (1933, wyst. Wenecja 1934)
- Don Perlimplin (1949, wyst. Urbana 1952)
- opera radiowa Viaggio d’Europa (1954)
- The Pet Shop (1957, wyst. Nowy Jork 1958)
- The Clock (1960)
- Maryam the Harlot (1966)

### Balety
- L’Arca di Noe (1923)
- Robinson et Vendredi (1924)
- Barabau (1925)
- Le Bal (1929)
- David triomphant (1937)
- Hipoolyte (1937)
- The Night Shadow (1941)
- Waltz Academy (1944)
- The Mute Wife (1944)
- Trionfo di Bacco e Arianna (1947)
- Native Dancer (1959)
- Conundrum (1961)
- A Sylvan Dream (1965)
- Scenes Seen (1975)
- Verdiana (1983)
- Indiana (1984)
- Kaleidoscope (1987)